# 桜井トシフミ
桜井 トシフミ（さくらい トシフミ、本名：櫻井 稔文、1964年6月4日 - ）は、日本の漫画家。大阪府出身。

## 人物・経歴
チビで不細工だが精力絶倫な男と、巨乳で手足の長い長身の女が多く登場する作風が特色。山上たつひこに多大な影響を受けている。以前はエロティックで下ネタ満載のギャグ漫画が得意分野だったが、近年は実話誌における潜入ルポや風俗のルポが有名になり、「外れ風俗ルポ漫画の帝王」との異名を持つ。離婚経験があり、バツイチであることを暫く公言していたが、後に2003年時点で漫画家沖田×華と結婚（再婚）していたことが明らかとなった。
『釣りバカ日誌』で知られる北見けんいちの元でアシスタントを務め、29歳の時に桜井トシフミのペンネームで『漫画アクション』（双葉社）でデビュー。
主に双葉社の成人向け漫画雑誌（『メンズヤング』など）にて、1995年頃より2000年頃まで「ハメ忍者猿丸」等を執筆。
その後はペンネームを桜壱バーゲンと改名し、『漫画大衆』（双葉社）にて「恋する鯖吉」「ちゃらんぽらん」等を執筆する一方で『漫画実話ナックルズ』などで、危ない体験ルポや潜入漫画を執筆。
性風俗のルポ漫画を手掛ける際は浪花ともあれのペンネームを使用している。性風俗を巡る旅では、2007年までに日本を4周したという。また、性風俗のルポ漫画においては、自らを「鉄チン漫画家」と称している。
『漫画アクション』2013年2号から2015年18号まで本名の櫻井稔文名義で『絶望の犯島-100人のブリーフ男と1人の改造ギャル-』を連載し、高い評価を得た。

## 単行本リスト
桜井トシフミ名義
- 悶絶モンロー（1995年、双葉社、全3巻）
- アホ拳法トリオ・ザ・はげざんす（1995年、双葉社、全2巻）
- ハメ忍者猿丸（1997年、双葉社、全1巻）

桜壱バーゲン名義
- 恋する鯖吉（2002年 - 2004年、双葉社、全3巻）
- かっとばせ!!タマやん（2004年、日本文芸社、全1巻）
- 変身（2009年、双葉社、全1巻）
- バカ潜入！（2011年、ミリオン出版、全1巻）
- 漫画ルポ　中年童貞（2016年　原作中村淳彦）

浪花ともあれ名義
- ニッポン縦断仰天フーゾク（2008年、宙出版、全1巻） - 日本全国の性風俗店を渡り歩くルポ漫画。

他、単行本にならない読み切りや連載をいくつか執筆。
櫻井稔文名義
- 絶望の犯島-100人のブリーフ男と1人の改造ギャル-（2013-2015年、双葉社、全5巻）
- バスタブに乗った兄弟〜地球水没記〜（2018年-2020年、双葉社、全4巻）

## 関連人物
沖田×華
- 沖田の漫画家デビューは、沖田が桜井にファンレターを出し、交流するようになったことがきっかけである。